# Хари Потер и Дворана тајни
Хари Потер и дворана тајни (енгл. Harry Potter and the Chamber of Secrets) је књига Џ. К. Роулинг. Други је део серијала Хари Потер од седам књига. Роман је објављен 2. јула 1998. у Уједињеном Краљевству. По књизи је 2002. године снимљен истоимени филм.

## Радња књиге
Харија Потера на рођендан посети кућни вилењак Доби. Он га упозорава да ове године не иде у Хогвортс, пошто ће се страшне ствари догодити. Кад Хари одбије, Доби изведе магију у Харијевој кући да би приморао његовог течу да га закључа у соби до краја живота. Министарство магије помисли да је Хари, а не Доби, бацио чини. Пошто малолетни чаробњаци не смеју да изводе чаролије ван школе, Хари је заглављен. Међутим, помоћ стиже у виду Рона Визлија и његове браће, који долећу по њега зачараним летећим аутомобилом.
Хари проводи пријатно остатак распуста у Роновој кући. На дан поласка у школу, магична баријера која раздваја перон 9 и три четвртине од света Нормалаца одбија да их пропусти. Хари касније сазнаје да је Доби зачарао преграду да би га спречио да оде на Хогвортс. Зато он и Рон одлећу у школу зачараним аутомобилом. Када су били близу Хогвортса изгубили су контролу над колима и слупали се у Млатарајућу врбу на школском имању. Кола су тада сама побегла у шуму.
Када Хари, Рон и Хермиона нађу скамењену мачку домара поред натписа Дворана тајни је отворена. Непријатељи наследника, чувајте се, у школи завлада паника. Више ученика у току године бива скамењено. Хермиона је упитала професора Бинса да им објасни мит о Дворани тајни. Ту Дворану, која никада није пронађена је, по предању саградио Салазар Слитерин, један од оснивача Хогвортса који се залагао да се похађање наставе забрани деци чији су родитељи Нормалци. Кад је Слитерин напустио школу, изјавио је да ће само његов прави наследник моћи да уђе у Дворану и да пробуди чудовиште које ће из школе уклонити децу нормалског порекла. Хари и друштво одмах посумњају на злобног Драка Мелфоја. Међутим, када су се Хари и Рон помоћу вишесоковног напитка прерушили у Слитеринце, открили су да он није наследник Слитерина.
Хари у клубу двобоја открива да може да прича са змијама. Због тога већина ученика помисле да је он Слитеринов наследник, јер је та способност обележје лозе Салазара Слитерина.
У међувремену, још деце Нормалаца је скамењено, укључујући Хермиону. Хари проналази дневник чији је власник Том Марволо Ридл, који је ишао у школу пре педесет година, кад је Дворана први пут отворена. Хари сазнаје како да комуницира са Томом Ридлом, који је сачувао своја сећања у дневнику. Ридл му показује да је он ухватио првобитног наследника Слитерина и да је то био Хагрид, Харијев пријатељ и чувар ловишта. Убрзо Хагрид бива ухапшен под сумњом да је поново отворио Дворану, а Албус Дамблдор, директор, отпуштен, јер је то наместио Луцијус Мелфој, Драков отац, некадашњи присталица Волдемора и надзорник школе.
Када чудовиште отме Ронову сестру Џини Визли и однесе у Дворану, Хари коначно открије улаз у њу. У дворани се суочио са Томом Ридлом, који се ослободио из дневника. Хари сазнаје да је он првобитни и прави наследник Слитерина, који је сместио Хагриду како би сви поверовали да је то он. Ридл је кроз дневник зачарао Џини да отвори Дворану тајни. Дневник је Џини тајно оставио Луцијус Мелфој, коме је његов нестали господар Лорд Волдемор рекао да ће изазвати ужас у Хогвортсу. Такође се сазнаје да је Ридл у ствари Лорд Волдемор из млађих дана. Хари уз помоћ Дамблдоровог феникса Фокеса и мача Годрика Грифиндора, другог оснивача Хогвортса, успева да порази Ридла и Слитериново чудовиште, базилиска, дивовску змију. Скамењени се буде, Дамблдор и Хагрид су враћени, а Луцијус Мелфој отпуштен. Дамблдор објашњава Харију да може да прича са змијама јер је Волдемор пренео неке своје моћи у Харија када је покушао да га убије. Ова тема ће бити детаљније објашњена у петој, шестој и седмој књизи.

## Књига у Србији
На српском језику књига је први пут објављена у издању Народне књиге 2004. године, а затим у издању куће Евро ђунти 2008. Књигу су превели Весна и Драшко Рогановић.